# Plasmodium josephinae
Plasmodium josephinae é um parasita do género Plasmodium subgénero Sauramoeba.
Tal como todas as espécies de Plasmodium, P. josephinae possui hospedeiros de dois tipos: vertebrados e insectos. Os hospedeiro vetebrados desta espécie são répteis.

## Descrição
Esta espécie foi descrita por Peláez, em 1967.

## Distribuição geográfica
Esta espécie ocorre no México.